# Podnoszenie ciężarów na Letnich Igrzyskach Olimpijskich 1960
Podnoszenie ciężarów na Letnich Igrzyskach Olimpijskich 1960 w Rzymie odbyło się w dniach 7 – 10 września w hali Palazzetto dello Sport. W zawodach wzięło udział 172 sztangistów (tylko mężczyzn) z 53 krajów. W tabeli medalowej najlepsi okazali się reprezentanci ZSRR z pięcioma złotymi i jednym srebrnym medalem.

## Klasyfikacja medalowa
| Klasyfikacja medalowa | Klasyfikacja medalowa | Klasyfikacja medalowa | Klasyfikacja medalowa | Klasyfikacja medalowa | Klasyfikacja medalowa |
| --------------------- | --------------------- | --------------------- | --------------------- | --------------------- | --------------------- |
| Miejsce               | Reprezentacja         | Złoto                 | Srebro                | Brąz                  | Razem                 |
| 1.                    | ZSRR                  | 5                     | 1                     | 0                     | 6                     |
| 2.                    | Stany Zjednoczone     | 1                     | 4                     | 1                     | 6                     |
| 3.                    | Polska                | 1                     | 0                     | 1                     | 2                     |
| 4.                    | Japonia               | 0                     | 1                     | 0                     | 1                     |
| 4.                    | Singapur              | 0                     | 1                     | 0                     | 1                     |
| 6.                    | Wielka Brytania       | 0                     | 0                     | 1                     | 1                     |
| 6.                    | Węgry                 | 0                     | 0                     | 1                     | 1                     |
| 6.                    | Irak                  | 0                     | 0                     | 1                     | 1                     |
| 6.                    | Iran                  | 0                     | 0                     | 1                     | 1                     |
| 6.                    | Włochy                | 0                     | 0                     | 1                     | 1                     |

## Medaliści
| Konkurencja                 | Złoto             | Wynik    | Srebro           | Wynik    | Brąz                 | Wynik    |
| Waga kogucia (-56 kg)       | Charles Vinci     | 345,0 kg | Yoshinobu Miyake | 337,5 kg | Esma’il Elm Chah     | 330,0 kg |
| Waga piórkowa (-60 kg)      | Jewgienij Minajew | 372,5 kg | Isaac Berger     | 362,5 kg | Sebastiano Mannironi | 352,5 kg |
| Waga lekka (-67,5 kg)       | Wiktor Buszujew   | 397,5 kg | Tan Howe Liang   | 380,0 kg | Abdul Wahid Aziz     | 380,0 kg |
| Waga średnia (-75 kg)       | Aleksandr Kurynow | 437,5 kg | Tommy Kono       | 427 kg   | Győző Veres          | 405,0 kg |
| Waga lekkociężka (-82,5 kg) | Ireneusz Paliński | 442,5 kg | Jim George       | 430,0 kg | Jan Bochenek         | 420,0 kg |
| Waga półciężka (-90 kg)     | Arkadij Worobjow  | 472,5 kg | Trofim Łomakin   | 457,5 kg | Louis Martin         | 445,0 kg |
| Waga ciężka (+90 kg)        | Jurij Własow      | 537,5 kg | James Bradford   | 512,5 kg | Norbert Schemansky   | 500,0 kg |